# خلل النطق التشنجي
خلل النطق التشنجي (بالإنجليزية: Spasmodic dysphonia)‏ (أو اختلالات الحنجرة) هي عبارة عن اضطراب أو خلل صوتي يتميز بوجود حركات لا إرادية لعضلة واحدة أو أكثر من عضلات الحنجرة (الثنايا الصوتية أو صندوق الصوت) أثناء الكلام.

## أنواع خلل النطق المتقطع
تتمثل أنواعه الثلاث في: خلل النطق التشنجي المقرب، خلل النطق التشنجي المبعد وخلل النطق التشنجي المختلط.

### خلل النطق التشنجي المقرب
في هذا النوع، تتسبب حركات أو تشنجات العضلات اللا إرادية المفاجئة في العمل الجماعي أو القوي للطيات الصوتية (أو الحبال الصوتية). ومثل هذه التشنجات تجعل من الصعب على الحبال الصوتية أن تهتز لتنتج الصوت. وهذا من شأنه أن يتسبب في تقطع الكلمات وصعوبة إخراجها نتيجة لتلك التشنجات العضلية. ولذلك، يكون الكلام متقطع والصوت شبيه بالتأتأة «التلعثم». وعادة ما يوصف صوت الفرد المصاب بخلل النطق المتقطع المقرب بأنه متوتر أو مخنوق وملئ بالجهد. ومن المدهش، أن هذه التشنجات تتوقف عادة أثناء الضحك أو عند التحدث بنغمة عالية أو أثناء التنفس والغناء، ولكن المطربين يواجهوا نقص في المدى الصوتي أو عدم القدرة على إنتاج بعض العلامات الموسيقية ذات المقام أو عند العرض. ولكن كثيراً ما يتسبب الإجهاد أو التوتر في أن تكون التشنجات العضلية أكثر شدة.

### خلل النطق التشنجي المبعد
في هذا النوع، تتسبب الحركات أو التشنجات للعضلات اللا إرادية المفاجئة في فتح الأحبال أو الأوتار الصوتية. تلك الأوتار الصوتية لا يمكنها أن تهتز عندما تكون مفتوحة. ويسمح الوضع المفتوح للحبال الصوتية أيضاً بهروب الهواء من الرئتين أثناء الكلام. نتيجة لذلك، فإن أصوات هؤلاء الأفراد غالباً ما تكون ضعيفة وهادئة ولاهثة أو هامسة.
وكما هو الحال في خلل النطق التشنجي المقرب، تغيب التشنجات في كثير من الأحيان خلال بعض الأنشطة مثل الضحك والغناء ولكن المطربين قد يواجهون نقص في المدى الصوتي أو عدم القدرة على إنتاج بعض العلامات الموسيقية ذات المقام أو عند العرض.

### خلل النطق التشنجي المختلط
ويتضمن هذا النوع من الخلل العضلات التي تفتح الحبال الصوتية وكذلك العضلات التي تغلقها، وبالتالي يمتلك سمات كلا من خلل النطق التشنجي المقرب والمبعد.

## المنشأ
السبب الدقيق لخلل النطق التشنجي يعتبر غير معلوم. ووفقاً للمعهد القومي للصمم واضطرابات التواصل الأخرى «أن الأبحاث قد كشفت عن أدلة متزايدة تأكد أن معظم حالات خلل النطق المتقطع هي في الواقع عصبية المنشأ أو لها علاقة بالجهاز العصبي (المخ والأعصاب)».
خلل النطق التشنجي يعد اضطراب عصبي أكثر من كونه اضطراب في الحنجرة، وفي الأشكال الأخرى من الاختلالات، فإن التدخلات في العضو المقصود (أي الحنجرة) لم تقدم علاج نهائي، ولكن تخفف فقط من الأعراض. الأسس الباثوفسيولوجية «علم وظائف الأعضاء المرضي» الكامنة وراء هذا الخلل أصبحت مفهومة بشكل أكبر كنتيجة للاكتشافات في أنواع ونماذج الاضطرابات ذات الأصل الوراثي، ويعتبر هذا النهج هو أكثر السبل الواعدة لإيجاد حل طويل الأمد.
صنف كلاً من المعهد القومي للإضطرابات العصبية والسكتات الدماغية والأكاديمية الأمريكية لعلم الأعصاب خلل النطق التشنجي على أنه خلل أو اضطراب عصبي. ومع ذلك، لأن الصوت يمكن أن يبدو طبيعي أو شبه طبيعي في بعض الأحيان، فإن بعض الأطباء الممارسين يعتقدوا بأن السبب نفسي، والذي ينشأ في عقل الشخص المصاب أكثر من كونه سبب عضوي. ولكن لم تتبع أية منظمة أو مجموعات طبية هذا النهج. وقد وجدت مقارنة أجريت ما بين مرضي خلل النطق المتقطع ومرضي شلل الأحبال الصوتية أن 41.7% من مرضى خلل النطق التشنجي يفوا بمعايير الدليل التشخيصي والإحصائي للإضطرابات النفسية الرابع للمرض المشترك النفسي مقارنة بنسبة 19.5% من مرضى شلل الحبال الصوتية. ومع ذلك، فإن هناك دراسة أخرى وجدت العكس، حيث وجدت أن مرضى خلل النطق التشنجي يكون لديهم الاعتلال المشترك النفسي أقل بكثير إذا ما قورن بمرضى شلل الحبال الصوتية: "انتشار الكثير من الحالات النفسية تختلف بشكل كبير بين المجموعات، بمستوى منخفض وصل إلى 7% أي (1/14) في مرض خلل النطق المتقطع، ونسبة 29.4% أي (5/17) في مرض خلل النطق الفني أو الوظيفي، ويصل لمستوى مرتفع وهو 63.6% أي (7/11) في مرض شلل الأحبال الصوتية". وقد أقر استعراض في مجلة الطب السويسرية الأسبوعية أن "الأسباب النفسية" أو "اختلال التوازن النفسي" والتوتر المتزايد لعضلات الحنجرة قد تكون أحد أطراف نطاق العوامل المحتملة التي تؤدي إلى تطور هذا الخلل". بدلاً من ذلك، فإن العديد من المحققين في هذه الحالة يشعرون بأن الاعتلال النفسي المشترك المصاحب للإضطرابات الصوتية هو نتيجة للعزلة الاجتماعية والقلق الذي يعاني منه المرضى بهذه الحالات كنتيجة لصعوبة الكلام، وذلك، بدلاً من كون هذا الاعتلال النفسي سبباً لعدم الفصاحة أو الطلاقة في التحدث. الرأي الذي مفاده أن خلل النطق المتقطع أساسه نفسي لم يتم تأييده من قبل الخبراء في الأوساط العلمية.

### الدليل على وجود أسس عصبية لهذاالمرض
تم تصنيف خلل النطق المتقطع رسمياً على أنه اضطراب حركي، وكأحد الاختلالات التواصلية، كما أنه يعرف أيضاً باسم اختلالات الحنجرة. وتتضمن الأدلة الداعمة لكون خلل النطق التشنجي إضطراباً عصبياً ما يلي:
- - مرض خلل النطق التشنجي قد يحدث مع غيره من الاضطرابات الحركية العصبية مثل تشنج الجفون (وميض أو طرف العين المفرط وإغلاق العين الاضطراري اللا إرادي) والاختلال الحركي المتأخر (التحرك اللا إرادي والمتكرر لعضلات الوجه واللسان والجسم والأيدي والساقين) واختلالات الفك والفم (التحركات اللا إرادية لعضلات الفك، الشفتين واللسان) والصعر أو انتقال العنق (الحركات اللا إرادية أو التشنجات في عضلات الرقبة) أو الرعاش (حركة العضلات الارتجافية الإيقاعية).[1]
  - يمتد أو يسري خلل النطق التشنجي في بعض العائلات ويعتقد أنه يتوارث. وقد حددت الأبحاث جين على الكروموسوم رقم تسعة والذي من المحتمل أنه يساهم في إحداث خلل النطق التشنجي والذي يكون شائع في بعض الأسر.[1]
  - يوضح الفحص النسيجي للعصب الواصل إلى الحبال الصوتية في مرض خلل النطق التشنجي أن نسبة الألياف العصبية الرفيعة غير الطبيعية كانت أعلى مما كانت عليه في الحالات الطبيعية.[11]
  - إشارات الرنين المغناطيسي الوظيفي تقل في القشور الحسية الحركية المرتبطة بحركة الجزء المصاب من الجسم في اختلالات الحنجرة، مما يدعم الأسس اللا توترية لهذه الاضطرابات الصوتية.[12]

## التشخيص
لسوء الحظ، غالباً ما يتم التأخر في تشخيص خلل النطق التشنجي بسبب عدم التعرف على أعراضه بالفحص الطبي. معظم المرضى الذين تم تشخيص حالتهم بشكل صحيح يتم تقّييمهم من قبل فريق يضم عادة أخصائي أنف، أذن، حنجرة، أخصائي علم أمراض النطق واللغة وأخصائي أعصاب. يقوم أخصائي الأنف، الأذن والحنجرة بفحص الحبال الصوتية للبحث عن أسباب أخرى محتملة للإضطرابات الصوتية. عمل منظار للحنجرة بالألياف البصرية، وهي عبارة عن طريقة بموجبها يتم إمرار أنبوبة مرنة مضاءة صغيرة من خلال الأنف وإلى داخل الحلق، تعتبر أداة مفيدة حيث تسمح لأخصائي الأنف، الأذن والحنجرة بأن يقيم حركة الحبال الصوتية أثناء الكلام. وقد تشمل الاختبارات التشخيصية الأخرى: الوماضية «أي قياس سرعة الدوران والتردد» والتي تسمح للطبيب بمشاهدة تذبذبات أو اهتزازات الحبال الصوتية بحركة بطيئة. ويقّيم أخصائي علم أمراض النطق واللغة صوت المريض وجودة الصوت. بينما يقّيم أخصائي الأعصاب المريض من حيث تواجد أعراض اضطرابات حركية أخرى.
لا يوجد أي علاج معروف لمرض خلل النطق التشنجي.
يعتبر العلاج الأكثر فعالية للحد من أعراض خلل النطق التشنجي هو حقن كميات صغيرة جداً من سم البوتيولينم (الذي يباع تجارياً تحت الأسماء التجارية «بوتكس» و«ديسبورت» و«ميوبلوك») مباشرة إلى داخل العضلات المصابة في الحنجرة. وتعمل تلك السموم على إضعاف العضلات عن طريق منع وصول الاندفاعات أو النبضات العصبية إلى العضلات.
ويحسن الحقن بسم البوتيولينم بشكل عام الصوت لمدة ثلاثة إلى أربعة أشهر وبعدها تعود الأعراض الصوتية في الظهور تدريجياً. ويتطلب هذا العلاج الحقن المستمر للحفاظ على صوت تحدثي جيد.
وأحياناً ما يتم الخلط بين خلل النطق التشنجي وبين الاضطرابات الصوتية فوق الوظيفية الأخرى والتي قد تستجيب للعلاج الصوتي، ولكن هذا العلاج الصوتي يعتبر غير فعال في علاج خلل النطق المتقطع.
أدت إحدى العمليات التي قطعت أحد أعصاب الحبال الصوتية (العصب الحنجري الراجع) إلى تحسين الصوت لمدة عدة أشهر إلى عدة سنوات ولكن هذا التحسن غالباً ما يكون مؤقت.

## أشخاص بارزين مصابين بخلل النطق التشنجي
- سكوت آدمز، منشئ فكاهية أو الشريط الهزلي «ديلبرت».[13]
- فرانك أليسون، وهو موسيقار وقائد فرقة فرانك أليسون وفرقة «الجوارب الفردية».[14]
- جوني بوش، موسيقار وكاتب الأغاني المحلية والغربية.[15]
- كيث فريزر، وهو كاتب كندي حيث قد قام بتوثيق تحديات ومعالجة حالته في كتاب «معرض الصوت: سفريات مع حنجرة زجاجية» عام 2002 م.[16]
- سجورز فروليك، مذيع الراديو الهولنديالسابق، والذي إضطر إلى التخلي عن وظيفته كمقدم بسبب هذا المرض.
- روبرت كيندي الإبن، [17] نجل عضو مجلس الشيوخ الأمريكي والمرشح الرئاسي روبرت كيندي، وهو ناشط سياسي وبيئي.
- فريد لافري، وهو منتج غنائي، كاتب، موسيقار، ومشارك في ملكية إستوديو تسجيلي مع نوفا سكوتيا من كيب بريتون. وكان هو المغني الرئيسي في تسجيل مجموعة «الطريق» وأصبح في وقت لاحق فنان منفرد ولكن ظهرت عنده الحالة المرضية عام 1980 م وإضطر لترك الغناء. وقد تلقى بعض الحقن لإبقاء صوته طبيعي إلى حد ما.
- ماري لو لورد.[18]
- أندي ماك ويليامز، مذيع الراديو السابق لفريق الهوكي «صواريخ ستينجر لمدينة سينسيناتي» وفريق الهوكي الآخر «صقور شيكاغو» وأيضاً فريق «أعاصير مدينة سينسيناتي».
- داريل مكدينال، صاحب فرقة الراب «دي إم سي».[19]
- ديان رهم، مضيف عرض ديان رهم في الإذاعة الوطنية العامة (إن بي آر).[20]
- مارك ستيوارت، موسيقار روك أمريكي (حاز على الجائزة الألمانية Audio Adrenaline).[21]
- ليندا طومسون، عازفة موسيقى الروك البريطانية الشعبية.[22]

## وصلات خارجية
- Spasmodic Disphonia Online Community (VoiceMatters.net)
- American Academy of Otolaryngology-Head and Neck Surgery (AAO-HNS)
- American Speech-Language-Hearing Association (ASHA)
- National Spasmodic Dysphonia Association, Inc. (NSDA)
- American Academy of Neurology
- Worldwide Education and Awareness for Movement Disorders (WE MOVE)
- Spasmodic Dysphonia section of VoiceInfo.org
- Dystonia Society Network Group – for sufferers and carers to share experiences
- Society for the Management of Spasmodic Dysphonia